# Nicholas Stone
Nicholas Stone, född 1586 i Woodbury nära Exeter, död den  24 augusti 1647, var en engelsk arkitekt och skulptör. Han var far till Henry Stone. 
Stone arbetade i London, därefter i Amsterdam för bildhuggaren Hendryk de Keyser, som senare blev hans svärfar, och slutligen med mycken framgång i England, där han var verksam vid de kungliga palatsen i London och Edinburgh och bland annat byggde åtskilligt efter Inigo Jones ritningar. Förhallen till Saint Mary i Oxford, som blivit tillskriven Jones, säges vara helt och hållet Stones verk, likaså de praktfulla portalerna i universitetet i samma stad. Han utförde statyer för kungliga kapellet i Edinburgh (1616), för bankettbyggnaden i Whitehall (1616) samt gravmonument i Westminster Abbey, i Sankt Paulskatedralen och Great Saint Helen. 